# 塔莱施韦勒-弗勒申
塔莱施韦勒-弗勒申是德国莱茵兰-普法尔茨州的一个市镇。总面积12.27平方公里，总人口3415人，其中男性1661人，女性1754人（2011年12月31日），人口密度278人/平方公里。